# 心理狀態測驗
心理狀態測驗（英語：或，简称 MSE）是精神病學的臨床評估過程中一個重要的部分。它是对患者精神状态的一个系统性评估的过程，检测患者被测时的外在表现、态度、表现、心情、情感、表达、思考过程、思考内容、知觉、認知、洞见力和判断力。